# Emarginata
Emarginata – rodzaj ptaków z rodziny muchołówkowatych (Muscicapidae).

## Zasięg występowania
Rodzaj obejmuje gatunki występujące w południowej Afryce.

## Morfologia
Długość ciała 14–18 cm, masa ciała 17–33 g.

## Systematyka

### Etymologia
Łacińskie emarginatus – „o naciętej końcówce lub krawędzi” < emarginare – „robić coś na marginesie”. Richard Bowdler Sharpe w 1903 roku zauważył, że nazwa Emarginata była przymiotnikiem i jako taka nie mogła być stosowana w sensie ogólnym, zastępując ją nazwą Poliocichla. Takie konserwatywne podejście doprowadziło do rozprzestrzeniania się nazw zastępczych w XIX wieku przez autorów takich jak Johann Karl Wilhelm Illiger, Jean Cabanis czy sam Sharpe.

### Podział systematyczny
Do rodzaju należą następujące gatunki:
- Emarginata schlegelii (Wahlberg, 1855) – szareczka popielata
- Emarginata sinuata (Sundevall, 1858) – szareczka sierpopióra
- Emarginata tractrac (Wilkes, 1817) – szareczka blada